# Demake
Ein Demake (Kofferwort aus engl. degrade ‚herabstufen‘ und remake ‚neu erschaffen‘) ist eine Neuauflage oder Neuinterpretation eines Computerspiels in älterem visuellen und spielerischen Stil. Dabei wird das Demake in der Regel nicht für aktuellere und leistungsfähigere, sondern für ältere und eingeschränktere Hardware umgesetzt, als das Original. Es handelt sich um das Gegenteil eines Computerspiel-Remake, etwa die Portierung eines dreidimensionalen Spiels in ein zweidimensionales. Dabei wird das Spiel auf das Wesentliche reduziert. Der Begriff wurde von Phil Fish im Jahre 2007 geprägt. Er wird sowohl mit der Hobbyisten-Szene assoziiert, als auch mit professionellen Portierungen auf schwächere Systeme. Jeweils gehe es darum, das bestmögliche aus älterer Hardware herauszuholen. Inoffizielle Portierungen verstoßen oftmals gegen Urheberrechte und können vom Lizenz-Eigentümer untersagt oder wie im Fall von Codename: Gordon mit Genehmigung veröffentlicht werden.